# Diecezja Kuzhithurai
Diecezja Kuzhithurai – diecezja rzymskokatolicka w Indiach. Została utworzona w 2014 z terenu archidiecezji Kottar.

## Ordynariusze
1. Jerome Dhas Varuvel S.D.B. (2014–2020)
2. Albert Anastas (od 2024)